# ノキア (都市)
ノキア（Nokia [ˈnokiɑ]）はフィンランド、ピルカンマー県の都市。タンペレ郡に属する。大手電気通信機器メーカー「ノキア」の社名はこの町にちなんだもの。

## 歴史
ノキアが文献に最初に登場してくるのは1505年、ノキア荘園に関連してである。
1596年の「棍棒戦争」で戦場の一つとなった。ノキア荘園に居住していた農民が棍棒などで武装蜂起し、小規模な戦闘では封建領主の騎兵団に勝利した。しかし1597年1月1日から2日の戦闘でクラウス・フレミングによって鎮圧された。数千もの蜂起した農民が処刑され、逃走したリーダーのヤーッコ・イルッカも数週間後に捕えられて処刑された。この「棍棒戦争」はフィンランドで最後の農民蜂起で、以降は国家の支配が確立した。
1918年のフィンランド内戦ではタンペレなどと並んで社会主義者の赤衛軍本拠地の一つとなった。
1977年に都市として指定された。

### ノキア社
1865年にフレドリク・イデスタムによりタンペレを流れるタンメルコスキ川に建設された製紙工場は1868年に当地に第二工場を建設して移転、1871年に社名を当地にちなんでノキアとした。
1898年に設立されたフィニッシュラバーワークス社（Suomen Gummitehdas Oy）が1904年に当地に工場を建設、1912年に設立されたフィニッシュケーブルワークス社（Suomen kaapelitehdas Oy）と合わせた3社が1967年に合併して現在のノキア社が誕生した。
ノキア社はその後本社をエスポーに移転、主な生産拠点もサロに構えている。

## 交通
タンペレとポリを結ぶVRグループの鉄道が通っており、タンペレまで最速14分である。
最寄りの空港はタンペレ＝ピルッカラ空港である。

## 姉妹都市
- ブレンドゥオス （アイスランド）
- モス （ノルウェー）
- カールスタード （スウェーデン）
- ホーセンス （デンマーク）
- オリョール （ロシア）
- シッラマエ （エストニア）
- シャーロシュパタク （ハンガリー）